# Blisksjöarna
Blisksjöarna är en sjö i Robertsfors kommun i Västerbotten och ingår i Dalkarlsån-Sävaråns kustområde.